# Sanatorium Lake
Der Sanatorium Lake ist ein kleiner künstlicher See im australischen Bundesstaat Victoria. Er ist nahe der Kleinstadt Mount Macedon, etwa 57 Kilometer nordwestlich der Landeshauptstadt Melbourne im Macedon Regional Park, gelegen und liegt 941 Meter über dem Meeresspiegel. Der See ist keine 100 Meter lang.
Der See wurde im Jahre 1899 gegen den Widerstand der Anwohner angelegt, um ein geplantes Sanatorium, in dem Tuberkulose-Patienten behandelt werden sollten, mit Wasser zu versorgen. Die Einrichtung bestand nur bis zum Jahre 1910. Ein Feuer hatte es stark beschädigt.
Das Gelände rund um den See wird hauptsächlich von immergrünen Laubwald mit Eukalyptusbäumen geprägt; die Umgebung ist mit 18 Einwohnern pro Quadratmeile relativ dünn besiedelt. Die Fauna umfasst etwa 150 einheimische Vogelarten sowie eine Vielzahl von Säugetieren, darunter Kängurus, Wallabys und Wombats.
Landschaftlich sehr reizvoll wird der Sanatorium Lake heute vor allem als Naherholungs- und Wandergebiet genutzt. Auch einige mit Informationstafeln ausgestattete Wanderwege wurden angelegt. Außerdem ist er touristisch an weitere landschaftliche Highlights des Mount Macedon Parks angebunden wie dem 1011 Meter hohen Berg Camels Hump, dem höchsten Punkt im Macedon Regional Park.